# Carcinarctia rufa
Carcinarctia rufa là một loài bướm đêm thuộc phân họ Arctiinae, họ Erebidae.